# Jan Bosse
Jan Bosse (* 14. Mai 1969 in Stuttgart) ist ein deutscher Theaterregisseur.

## Leben
Jan Bosse studierte von 1990 bis 1993 Theaterwissenschaft, Germanistik und Kunstgeschichte in Erlangen, wechselte dann für ein Regiestudium an die Hochschule für Schauspielkunst Ernst Busch in Berlin. Nach seinem Studienabschluss 1997 arbeitete er als Regieassistent, unter anderem bei den Regisseuren Manfred Karge und Robert Wilson. 1998 engagierte ihn Dieter Dorn an die Münchner Kammerspiele, 2000 holte ihn Tom Stromberg fest ans Deutsche Schauspielhaus nach Hamburg, wo er bis 2005 Hausregisseur blieb. Von 2007 bis 2013 war er Hausregisseur des Berliner Maxim Gorki Theaters.
Bosse inszeniert regelmäßig an verschiedenen Theatern im deutschsprachigen Raum, beispielsweise am Schauspielhaus Zürich, am Deutschen Theater Berlin, am Schauspiel Köln, an den Münchner Kammerspielen und den Ruhrfestspielen. Im Februar 2008 inszenierte Bosse an der Basler Oper mit Monteverdis Orfeo erstmals eine Oper. Bosse wurde bislang viermal zum Berliner Theatertreffen eingeladen: 2007 mit Goethes Werther (Maxim Gorki Theater) und Shakespeares Viel Lärm um nichts (Burgtheater Wien), 2008 mit Shakespeares Hamlet (Schauspielhaus Zürich) und 2018 mit der Romanadaption Die Welt im Rücken von Thomas Melle (Burgtheater Wien).
Bosse lebt mit seiner Frau, der Kostümbildnerin Kathrin Plath, und seinen zwei Kindern in Berlin.

## Wichtige Inszenierungen
- 1998: Feuergesicht von Marius von Mayenburg – Münchner Kammerspiele
- 1999: Torquato Tasso von Johann Wolfgang von Goethe – Münchner Kammerspiele
- 2000: Haltestelle. Geister von Helmut Krausser – Deutsches Schauspielhaus Hamburg
- 2000: So wild ist es in unseren Wäldern schon lange nicht mehr von Theresia Walser – Münchner Kammerspiele
- 2001: Clavigo von Johann Wolfgang von Goethe – Deutsches Schauspielhaus Hamburg
- 2002: Der Menschenfeind von Molière – Deutsches Schauspielhaus Hamburg
- 2002: Roberto Zucco von Bernard-Marie Koltès – Deutsches Schauspielhaus Hamburg
- 2003: Die Familie Schroffenstein von Heinrich von Kleist – Schauspielhaus Zürich
- 2003: Drei Schwestern von Anton Tschechow – Deutsches Schauspielhaus Hamburg
- 2004: Warten auf Godot von Samuel Beckett – Deutsches Schauspielhaus Hamburg
- 2005: Faust – der Tragödie erster Teil von Johann Wolfgang von Goethe – Deutsches Schauspielhaus Hamburg
- 2005: Die Präsidentinnen von Werner Schwab – Schauspielhaus Zürich
- 2006: Die Leiden des jungen Werthers von Johann Wolfgang von Goethe – Maxim-Gorki-Theater Berlin (eingeladen zum Berliner Theatertreffen 2007)
- 2006: Viel Lärm um Nichts von William Shakespeare – Burgtheater Wien (eingeladen zum Berliner Theatertreffen 2007)
- 2007: Hamlet von William Shakespeare – Schauspielhaus Zürich (eingeladen zum Berliner Theatertreffen 2008)
- 2007: Amphitryon von Heinrich von Kleist – Maxim-Gorki-Theater Berlin
- 2008: Antigonae/Hyperion nach Friedrich Hölderlin – Maxim-Gorki-Theater Berlin
- 2008: L’Orfeo von Claudio Monteverdi – Theater Basel
- 2008: Wer hat Angst vor Virginia Woolf? von Edward Albee – Burgtheater Wien
- 2009: Anna Karenina von Lew Tolstoi, bearbeitet von Armin Petras – Maxim-Gorki-Theater Berlin / Ruhrfestspiele Recklinghausen
- 2009: Leonce und Lena von Georg Büchner – Maxim-Gorki-Theater Berlin / Schauspiel Köln
- 2009: Peer Gynt von Henrik Ibsen – Thalia Theater Hamburg
- 2010: La Calisto von Francesco Cavalli, Dirigent: Andrea Marcon – Theater Basel
- 2010: Othello von William Shakespeare – Burgtheater Wien
- 2010: Die Blechtrommel nach Günter Grass, bearbeitet von Armin Petras – Maxim-Gorki-Theater Berlin / Ruhrtriennale
- 2010: Der zerbrochne Krug – Heinrich von Kleist – Schauspielhaus Zürich / Ruhrfestspiele Recklinghausen / Maxim-Gorki-Theater Berlin
- 2010: Der Geizige von PeterLicht nach Molière – Maxim-Gorki-Theater Berlin
- 2011: Das Käthchen von Heilbronn oder die Feuerprobe von Heinrich von Kleist – Maxim-Gorki-Theater Berlin
- 2012: Robinson Crusoe nach Daniel Defoe – Burgtheater Wien
- 2012: Der Ignorant und der Wahnsinnige nach Thomas Bernhard – Burgtheater Wien
- 2013: Szenen einer Ehe nach dem Film von Ingmar Bergman – Staatstheater Stuttgart
- 2014: Herbstsonate nach dem Film von Ingmar Bergman – Staatstheater Stuttgart
- 2015: Imperium nach Christian Krachts Roman – Thalia Theater Hamburg
- 2015: Münchhausen von Armin Petras – Ruhrfestspiele Recklinghausen
- 2015: Wintersonnenwende von Roland Schimmelpfennig – Deutsches Theater Berlin
- 2016: Hexenjagd von Arthur Miller – Schauspielhaus Zürich
- 2017: Die Welt im Rücken von Thomas Melle – Burgtheater Wien (eingeladen zum Berliner Theatertreffen 2018)
- 2017: Richard III. von William Shakespeare – Schauspiel Frankfurt
- 2017: Der Hauptmann von Köpenick von Carl Zuckmayer – Deutsches Theater Berlin
- 2020: Network von Lee Hall nach dem Film von Paddy Chayefsky – Thalia Theater Hamburg
- 2021: Eurotrash von Christian Kracht – Schaubühne am Lehniner Platz Berlin
- 2023: König Lear von William Shakespeare – Thalia Theater Hamburg
- 2024: Die Affäre Rue de Lourcine von Eugène Labiche – Schaubühne am Lehniner Platz
- 2024: Blue Skies nach dem Roman von T. C. Boyle – Thalia Theater Hamburg[3]
- 2025: Der Fall McNeal von Ayad Akhtar – Burgtheater Wien[4]